# 新·我们的太阳 逆袭的萨巴塔
《新·我们的太阳 逆袭的萨巴塔》（新・ボクらの太陽 逆襲のサバタ）是由科乐美制作发行的Game Boy Advance游戏。这是我们的太阳系列的第三作，并於2005年7月28日在日本发售。

## 剧情
Vanargand，一个被称作“永恒”的远古猛兽，在很久以前被月之一族封印，而现在被黑暗少年萨巴塔所唤醒。它攻击了萨巴塔，在短暂的战斗后黑暗少年被打败了。这时候一个吸血鬼Ratatosk出现了，他用傀儡术控制了萨巴塔，让他加入他们，去毁灭一切生命。